# Barbie z Wróżkolandii
Barbie z Wróżkolandii (ang. Barbie: Fairytopia) – amerykański film animowany z 2005 roku.

## Fabuła
Film o wróżce imieniem Elina. Nie ma skrzydeł, co jest powodem drwin innych mieszkanek Magicznej Łąki we Wróżkolandii. Jednak zawsze wstawiają się za nią jej najlepsza przyjaciółka Chryzantema oraz miły, ale przedziwny stworek Bibi. Pewnego dnia, kiedy małe wróżki nabijają się z Eliny, informują ją oraz Chryzantemę o porwaniu Topaz – opiekunki Magicznej Łąki i jednej ze strażników Czarodziejki – władczyni Wróżkolandii. Za jej porwaniem prawdopodobnie stoi Laverna – zła bliźniaczka Czarodziejki. Elina i Chryzantema jednak w nią nie wierzą – myślą, że Laverna to mit. Jednak nagle po całych siedmiu regionach krainy wróżek rozprzestrzenia się tajemnicza choroba, odbierająca wróżkom zdolność latania, za co odpowiedzialna jest Lavrena. Kolejno znikają inni strażnicy. Kiedy kwiaty na Magicznej Łące usychają, Elina z przyjaciółką i Bibim wyruszają do Wróżkowa, gdzie mieszka tamtejsza strażniczka, Azura. Niestety, w połowie wyprawy i Chryzantemę dopada choroba. Osłabiona przyjaciółka Eliny wraca do domu. Bibi i bezskrzydła wróżka kontynuują podróż. Gdy docierają do strażniczki, Azura zapewnia Elinę, że Laverna to nie mit i powierza jej swój naszyjnik strażnika od Czarodziejki, na czas niebezpiecznej wyprawy – chce bowiem wyruszyć do Czarownego Lasu aby odnaleźć dawną służkę Laverny, driadę Dalię. Niestety, kiedy wylatuje, grzybiaki (słudzy Laverny) porywają Azurę. Elina z Bibim i pomocą Pazia, motyla, odnajduje Dalię i razem wszyscy lecą do siedziby Laverny. Po drodze atakują ich ognistopióre. Wtedy chowają się w zatoce i spotykają księcia syren – Nalu. Daje im specjalne wodorosty, dzięki którym mogą oddychać pod wodą. Przeprawiają się na drugi koniec zatoki i kontynuują podróż. Elina przekrada się do zamku, podczas gdy Paź, Bibi i Dalia osłaniają ją. Kiedy Elina dostaje się do sali, gdzie uwięziono strażników i jej przyjaciół, Laverna obiecuje jej skrzydła w zamian za naszyjnik Azury. Wprawia nielotną w trans, zaś ta idzie do Azury i chce jej nałożyć naszyjnik. W ostatniej chwili wybudza się z transu i ciska naszyjnikiem w klejnot stworzony przez złą siostrę Czarodziejki w celu zjednoczenia mocy zawartej w naszyjnikach. Laverna zostaje pokonana, zaś Elina wraca na Magiczną Łąkę. Po powrocie sama Czarodziejka zjawia się w domu Eliny i daje jej najwspanialszą nagrodę, jaką wróżka mogła sobie wymarzyć – naszyjnik, oraz własne, piękne skrzydła.

## Wersja polska
- Beata Wyrąbkiewicz – Elina
- Jacek Kopczyński – Książę Nalu
- Agnieszka Kunikowska – Azura
- Izabela Dąbrowska – Topaz
- Brygida Turowska – Laverna
- Jarosław Boberek – Troll
- Joanna Jabłczyńska – Chryzantema